# Ceteris paribus
Ceteris paribus (lub cæteris paribus) – zwrot pochodzący z łaciny, oznaczający dosłownie „inne takie samo”. Na język polski tłumaczy się je zwykle jako: „przy innych czynnikach niezmienionych”, „przy pozostałych warunkach równych” lub „przy tych samych okolicznościach”. Użycie tego zwrotu oznacza świadome odrzucenie − w celu uproszczenia rozumowania − możliwości zajścia pewnych wydarzeń lub warunków, mogących zaburzyć związek między przesłanką a wnioskiem.
Ceteris paribus może też wyrażać przekonanie o pewnej bezwładności praw rządzących rzeczywistością: „jeśli coś było prawdą przez jakiś długi czas, to jest mało prawdopodobne, że szybko przestanie obowiązywać”. W eksperymencie naukowym ceteris paribus oznacza zwykle, że naukowiec potrafi utrzymać w niezmienionym stanie wszystkie zmienne niezależne, poza tymi wybranymi do eksperymentu.

## Przykład zastosowania definicji w ekonomii
W ekonomii przy użyciu zasad równowagi podaży i popytu oraz ceteris paribus, możemy powiedzieć, że po obniżeniu ceny wołowiny wzrośnie poziom jej sprzedaży. W tym kontekście odrzucone możliwości to między innymi:
- jeszcze większa obniżka cen wieprzowiny i jagnięciny
- rozpowszechnienie się informacji o epidemii gąbczastego zapalenia mózgu u bydła
- gwałtowny wzrost popularności wegetarianizmu